# Инквизиционен процес
Инквизиционният процес е разследващ или следствен процес – особен вид съдебен процес, при който обвинението и решаващия орган са в рамките на една институция – инквизицията.
Инквизиционният процес е историческа форма на наказателния процес. Създаден е първо за нуждите на Испанската инквизиция, като постепенно се налага като господстваща форма на наказателното съдопроизводство по времето на епохата на абсолютизма, включително в Русия.
Инквизиционният процес е трифазен – издирване, разследване (следствие) и съд. Съдията-следовател във втората фаза на процеса е различна процесуална фигура от лицето натоварено с функцията по издирването на ереста. Първоначално процедурата се прилага от църковните съдилища, а сетне – и от светските.
Първоначално процедурата на инквизационния процес, базирана на римското право, се използва за разследване на случаите на ерес по донос – главно срещу мараните, а впоследствие процесът започва и въз основа на слух или мълва сред народа. Правото на наказателно преследване принадлежи на държавата, а не на църквата, която е задължена да извършва издирването на ерес, дори и ако обстоятелствата не го изискват. Заподозреният и съответно обвиняемият могат да упражняват процесуалните си права само до степен, която им се предоставя от издирващия или съдията-следовател. Предварителното проучване и разследването не са ограничени с процедурни срокове. Съдията-следовател приключва разследването след като установи, че въз основа на материалите по делото е достигнал до истината, т.е. материалите, заедно с доказателствата по делото са достатъчни за постановяването на присъда с цел постигането на целите на наказанието, или когато е направил всичко възможно, за да може да се съберат достатъчни и годни доказателства за излизането от съда на инквизицията с присъда. Решението на съда на инквизицията – трибунала, се основава на оценка на резултатите от съдебното следствие. Трибуналът при определяне на формалната сила на доказателствата се ръководи от установените правила на закона. В инквизиционния процес, съдията-следовател има почти неограничена власт и права за събиране на необходимите сведения и съответно за събирането на доказателства за разкриването на обективната истина. Обвиняемият е обект на разследваща го дейност в инквизиционния процес.
Инквизиционният процес е таен, непряк и писмен, но състезателен, като делата се решават въз основа на писмените показания пред предварителното производство, често в отсъствието на обвиняемия. Масово се прилага метода за изтръгване на самопризнание от обвиняемия чрез изтезания, а в някои случаи на изтезания са подлагани и свидетели.
Инквизиционният процес се характеризира със системата на формалните доказателства, при която стойността на всяко едно доказателствено средство е предварително определена със закона. Най-висока стойност има самопризнанието на обвиняемия. Свидетелските показания се разглеждат и вземат предвид с оглед социалното положение на свидетеля.
От сравнителноправна гледна точка, инквизиционният процес се отличава от съвременния най-вече по това, че в него се събират всички доказателства – както срещу, така и в подкрепа на заподозрения или обвиняемия, с оглед вменената процесуална функция за разкриването още в хода на разследването на обективната истина.
Инквизационният процес е отменен във Франция през 1789 г. с избухването на т.нар. Велика Френска революция, а в другите страни от Западна Европа – през 1848 – годината на революциите и излизането на Комунистическия манифест, а в Русия – през 1864 г. от Цар Освободител.